# Campeonato Profesional 1989
Il Campeonato Profesional 1989 avrebbe dovuto essere la quarantaduesima edizione del campionato colombiano di calcio, ma fu cancellato in seguito all'omicidio dell'arbitro Álvaro Ortega.